# Polia discalis
Polia discalis là một loài bướm đêm trong họ Noctuidae.